# Valor de shock
El valor de shock es el potencial de una imagen, texto, acción u otra forma de comunicación, como un performance, para provocar una reacción aguda de asco, shock, ira, miedo u otras emociones negativas similares.

## En comedia
El valor de shock se usa en chistes, prosa, poesía, humor negro, humor rojo y parodia, presentando temas considerados vulgares o de mal gusto por la moral predominante en una cultura, temas como racismo, sexismo, violencia (en particular violencia doméstica), lenguaje malsonante, blasfemia, humor escatológico, nacionalismo o xenofobia; y en general temas considerados inmorales o tabú. La intención es provocar la risa mediante el impacto y la sorpresa.
A partir de la década de 1990, comediantes como Dave Chappelle utilizan contenido impactante para llamar la atención sobre problemas sociales, especialmente la censura y la desigualdad económica. Los reconocidos programas de televisión South Park y Padre de familia también popularizaron el uso del humor ofensivo.

## En publicidad
La publicidad de shock o shockvertising es un tipo de publicidad que generalmente se considera que intencionalmente busca sorprender e indignar a su audiencia violando las normas de valores sociales e ideales personales. Es el empleo en publicidad o relaciones públicas de imágenes explícitas y eslóganes contundentes para enfatizar una cuestión de políticas públicas, bienes o servicios. La publicidad de shock está diseñada principalmente para irrumpir en el caos de la publicidad para captar la atención y crear un buzz, y también para atraer a una audiencia a una determinada marca o concienciar sobre un determinado problema de servicio público, problema de salud o causa; por ejemplo, instando a los conductores a usar los cinturones de seguridad, promover la prevención de las enfermedades de transmisión sexual, concientizar sobre el racismo y otras injusticias, o desalentar el hábito de fumar entre los adolescentes.
Benetton Group ha sido objeto de críticas por usar publicidad de shock en sus campañas, provocando indignación pública y quejas de los consumidores. Sin embargo, varios de los anuncios de Benetton también han sido objeto de muchos elogios por aumentar la conciencia sobre temas sociales importantes y por denunciar violaciones de los derechos humanos, las libertades civiles y los derechos ambientales. Los anuncios de Benetton han mostrado imágenes de partes de cuerpos de hombres y mujeres con tatuajes que dicen “VIH positivo”, una mujer negra que amamanta a un bebé blanco (que podría celebrarse como una imagen de defensa de la diversidad racial o crear conciencia sobre los problemas raciales, pero también fue denunciada por sus connotaciones históricas ya que esclavas negras eran usadas para cuidar niños blancos), un sacerdote y una monja a punto de besarse, así como un grupo de condenados a muerte aludiendo a cuestionamientos sobre la pena capital.
Otros anuncios impactantes publicados por Benetton incluyen una imagen de un pato cubierto de petróleo (que aborda los problemas del derrame de petróleo y la limpieza de los océanos), un hombre muriendo de SIDA, un soldado sujetando un hueso humano, y un bebé recién nacido todavía con el cordón umbilical que fue pensado como un “himno a la vida”, pero fue una de las imágenes más censuradas en la historia de los anuncios de Benetton. Oliviero Toscani, un fotógrafo de Benetton que contribuyó a muchos de sus anuncios impactantes, dijo respecto al anuncio que creó de un hombre muriendo de SIDA, que quería “usar el foro de los carteles publicitarios para que la gente se enterara de esta tragedia en un momento en que nadie se atrevía a mostrar pacientes con SIDA”.

## En música
Shock rock es un término amplio para los artistas de música rock que usan elementos con valor de shock. Screamin' Jay Hawkins posiblemente fue el primer exponente del shock rock, después de su éxito de 1957 I Put a Spell on You, Hawkins comenzó a hacer un acto recurrente en muchos de sus presentaciones en vivo: salía de un ataúd cantando en un micrófono con forma de calavera y lanzaba bombas de humo. Otros artistas de shock rock incluyen a Marilyn Manson, Alice Cooper, Rammstein, Iggy Pop, Kiss, W.A.S.P., Gwar, Twisted Sister, GG Allin, Christian Death, Slipknot y Misfits.
El valor de shock se usa en el rap y el horrorcore, siendo un exponente notable Eminem, quien ha causado polémica con letras usando la palabra fagot (maricón) y canciones sobre asesinar a su esposa, violación y el uso de drogas.

## En cine y televisión
El valor de shock es una forma común de mostrar gráficamente al público lo peligrosa que es una situación, representando la muerte de un personaje secundario o la lesión grave o eventos casi fatales de un protagonista; ejemplos de esto son la muerte de los camisas rojas en Star Trek y los eventos casi fatales con los personajes principales de Star Wars, El Señor de los Anillos: la Comunidad del Anillo, etc.
El uso del valor de shock también puede implicar la descripción de eventos o acciones perturbadoras u horribles para atraer la atención de los espectadores, o para obligarlos a considerar los eventos que se muestran a nivel personal. Los ejemplos en cine bélico incluyen escenas de un hospital militar con pacientes con heridas graves, escenas sangrientas, un campo de batalla cubierto de cadáveres o maltrato emocional.